# Dharahara

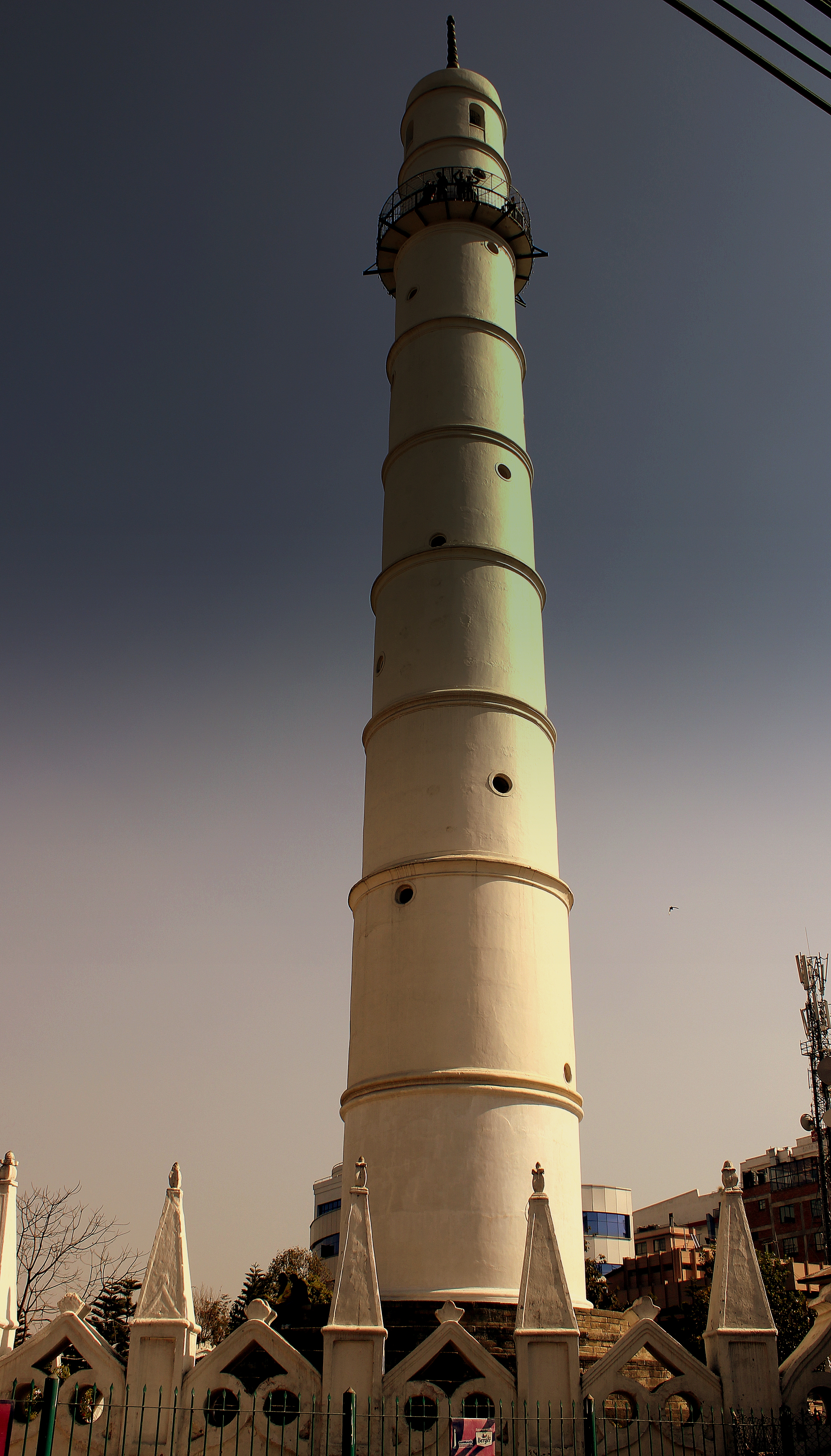
Zdjęcie wieży z lutego 2013

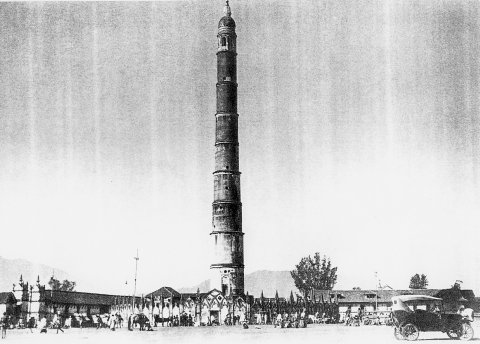
Wieża przed trzęsieniem ziemi z 1934

Dharahara (nep. धरहरा, trl. Dharaharā) – wysoka na 61,88 metra wieża w Katmandu, stolicy Nepalu. Jest wpisana na listę światowego dziedzictwa UNESCO jako część architektury miasta, gdzie znajduje się 7 chronionych obiektów. Wybudował ją w 1832 roku mukhtijar Nepalu (ang. mukhtiyar) (funkcja podobna do premiera) Bhimsen Thapa razem z drugą, wyższą o 11 metrów wieżą, rozebraną po 1934. Wieża liczyła 213 schodów, a na ósmym piętrze zlokalizowany był taras widokowy. Na szczycie położony był brązowy kolec o wysokości 5,2 metra. Był to najwyższy budynek w państwie.
Wieża uległa zniszczeniu podczas trzęsienia ziemi w Nepalu 25 kwietnia 2015 roku. Zawaliła się ona w całości oprócz 10-metrowego kikuta, grzebiąc w swoich murach 180 osób (wstrząsy nastąpiły w porze obiadowej, gdy przebywało w niej wiele osób). Już wcześniej uległa ona zniszczeniom podczas trzęsienia ziemi w 1934 roku.